# ウェンディー・リー
ウェンディー・リー（Wendee Lee、1960年2月20日 - ）は、アメリカ合衆国の女性声優、音響監督、脚本家。カリフォルニア州ロサンゼルス出身。別名はウェンディー・スワン（Wendee Swan）、ウェンディー・デイ（Wendee Day）、ウェンディ・リー（Wendy Lee）、エリス・フロイド（Elyse Floyd）。

## 人物
ロサンゼルスとサンフランシスコで育つ。
早くから女優を志してダンスの勉強し、10代からダンスのインストラクターの仕事を始める。
その後はロサンゼルスでロックバンドの歌手・作詞家を経て、1985年に『ロボテック』のヴァネッサ役で声優デビュー。同作のスタッフに友人がおり、その人物から出演を依頼されたとしている。
夫はミュージシャンをしている。芸術家のレオナルド・ダヴィンチのファン。ベジタリアン。以前はカニンガム・エスコット・セブン&ドハーティーに所属していた。米国テレビラジオ芸能人連盟、映画俳優組合会員。

## 出演

### テレビアニメ
1985年
- ロボテック（ヴァネッサ）

1987年
- Wisdom of the Gnomes

1989年
- 家族ロビンソン漂流記 ふしぎな島のフローネ（アンナ・ロビンソン）
- ドラゴンボール（ブルマ）

1990年
- 赤い光弾ジリオン（エイミ・ハリソン）
- トンデモネズミ大活躍（ウェンディ）

1991年
- Story of 15 Boys（ケイト）

1992年
- ふしぎの海のナディア（ナディア）

1995年
- 宇宙の騎士テッカマンブレード（相羽ミユキ/テッカマンレイピア）

1997年
- ストリートファイターII V（ニュースキャスター）※マンガ・エンターテイメント版
- 神秘の世界エルハザード（ウェイトレス）

1998年
- ふしぎ遊戯（本郷唯）

1999年
- カウボーイビバップ（フェイ・バレンタイン）
- 新・天地無用!（真備清音）
- 星方武侠アウトロースター（鈴鹿）
- バトルアスリーテス大運動会（TVリポーター）
- 魔法騎士レイアース（龍咲海、エメロード姫）

2000年
- アークザラッド（ククル）
- 課長王子（佐藤の妻）
- ダイノゾーズ（ロニー）
- デジモンアドベンチャー（高石タケル）
- デュアル!ぱられルンルン物語（羅螺みつき）
- Petshop of Horrors（アリス）
- るろうに剣心 -明治剣客浪漫譚-（2000年 - 2001年、明神弥彦、駒形由美）

2001年
- ゲートキーパーズ（生沢ルリ子）
- THE ビッグオー（2001年 - 2003年、エンジェル） - 2シリーズ
- デジモンテイマーズ（マコ）
- 天使になるもんっ!
- Night Walker -真夜中の探偵-（朝比奈陽子）
- HAND MAID メイ（サイバドール・サラ）
- 吸血姫美夕（冷羽）
- 六門天外モンコレナイト（ジャーネ、バッチィ、極稀並子）

2002年
- ああっ女神さまっ 小っちゃいって事は便利だねっ（ウルド）
- X -エックス-（夏澄火煉）
- 鉄コミュニケイション（アンジェラ）
- コスモウォーリアー零（メーテル）
- SAMURAI GIRL リアルバウトハイスクール（御剣涼子）
- GTO（冬月あずさ、相澤みやび）
- デジモンフロンティア（スワンモン）
- はれときどきぶた（和子先生）
- ヴァンドレッド（ブザム・A・カレッサ） - 2シリーズ
- マシュランボー（ルシフェーヌ）
- ラブひな（2002年 - 2003年、カオラ・スゥ） - 1シリーズ+特別編2作品

2003年
- 藍より青し（2003年 - 2004年、ティナ・フォスター） - 2シリーズ
- アルジェントソーマ（ジョオン）
- アレクサンダー戦記（オリュンピアス〈2代目〉）
- Witch Hunter ROBIN（烏丸美穂）
- SDガンダムフォース（元気丸）
- おねがい☆ティーチャー（風見はつほ）
- 臣士魔法劇場 リスキー☆セフティ（ラニー、萌のお母さん）
- 灰羽連盟（クラモリ）
- サイボーグ009 THE CYBORG SOLDIER（メリー小野寺）
- 人造人間キカイダー THE ANIMATION（ミユキ）
- ちょびっツ（清水多香子）
- 爆闘宣言ダイガンダー（ティファニー・ブレークファースト）
- ヒートガイジェイ（アントニア・ベルッチ）
- BRIGADOON まりんとメラン（浅葱まりん）
- まほろまてぃっく（式条沙織） - 2シリーズ+特別編1作品
- 陸上防衛隊まおちゃん（宙ゆり子）
- ワイルドアームズ トワイライトヴェノム（ロレッタ・オラトリオ）

2004年
- 一騎当千（2004年 - 2013年、呉栄） - 2シリーズ
- 宇宙のステルヴィア
- おとぎストーリー 天使のしっぽ（ウサギのミカ）
- 旋風の用心棒（真紀）
- GAD GUARD（シスター、他）
- ガングレイヴ
- 攻殻機動隊 STAND ALONE COMPLEX（フィービー）
- 十二国記（塙麟）
- 真月譚 月姫（シエル）
- SPACE PIRATE CAPTAIN HERLOCK（トミ子）
- ダック・ドジャース（女）
- 天地無用! GXP（正木霧恋）
- BURN-UP SCRAMBLE（多摩川祭）
- 魔装機神サイバスター（次回予告ナレーション）
- ママレード・ボーイ（松浦留美〈旧姓：小石川〉）
- Megas XLR（キバ・アンドリュー）
- 妄想代理人（ニュースキャスター、他）

2005年
- IGPX（ソラ）
- AVENGER（ウェスタ）
- OVERMANキングゲイナー（アデット・キスラー）
- 巌窟王（メイド2）
- グレネーダー 〜ほほえみの閃士〜（天道琉朱菜）
- 絢爛舞踏祭 ザ・マーズ・デイブレイク（ネリ・オマル）
- 恋風（小日向梢絵）
- 最遊記RELOAD（2005年 - 2006年、玉面公主） - 2シリーズ
- サムライチャンプルー（蛍）
- スクラップド・プリンセス （セーネス）
- 蒼穹のファフナー（狩谷由紀恵、ヘスター・ギャロップ）
- 高橋留美子劇場（羽賀裕子）
- 高橋留美子劇場 人魚の森（砂）
- DearS（芳峰蜜香、TVレポーター）
- 天上天下（棗亜夜）
- NARUTO -ナルト-（日向ネジ〈少年時代〉、モエギ）
- 花右京メイド隊 LaVerite（慈悲王リュウカ）
- 光と水のダフネ（本城レナ）
- ビューティフル ジョー（スプロケット）
- プラネテス（フィー・カーマイケル）

2006年
- ジャングルはいつもハレのちグゥ（ウェダ）
- テニスの王子様（芝砂織）
- ハローキティのスタンプヴィレッジ（ナレーター）
- BLEACH（有沢たつき、紬屋雨、四楓院夜一）
- ボボボーボ・ボーボボ（母しゃもじ）
- MÄR-メルヘヴン-（ドロシー）

2007年
- ああっ女神さまっ それぞれの翼（本田智恵子）
- 涼宮ハルヒの憂鬱（2007年 - 2010年、涼宮ハルヒ、テレビの声） - 2シリーズ
- 流星のロックマン（響ミソラ）

2008年
- 魔法少女隊アルス（ジャンヌ）
- らき☆すた（泉こなた）

2009年
- あまえないでよっ!!喝!!（天川京）
- コードギアス 反逆のルルーシュR2（シスター）

2010年
- 結界師（雪村静江〈初代〉）
- ヴァンパイア騎士（2010年 - 2011年、緋桜閑） - 2シリーズ

2012年
- ぬらりひょんの孫（2012年 - 2014年、巻紗織、毛倡妓、納豆小僧、梅若丸〈7歳〉） - 2シリーズ
- ペルソナ4（上原小夜子）
- 輪廻のラグランジェ（中泉ようこ）

2013年
- 青の祓魔師（霧隠シュラ）
- Fate/Zero（ナタリア・カミンスキー）
- ポケットモンスター THE ORIGIN

2014年
- ドラえもん（テレビ朝日版第2期）（「きこりの泉」の女神様、ドラミ、他）
- 美少女戦士セーラームーン（2014年 - 2015年、クイーン・セレニティ、他） - 2シリーズ ※ビズメディア版
- ブラッドラッド（ネイン）

2015年
- シドニアの騎士（小林艦長）
- ジョジョの奇妙な冒険（リサリサ）
- 長門有希ちゃんの消失（涼宮ハルヒ）
- ポップルズ（サニー）

2016年
- 四月は君の嘘（有馬早希）

2020年
- 名探偵コナン エピソード“ONE” 小さくなった名探偵（江戸川コナン）

2021年
- ハイガーディアンスパイス（アンジー)

2022年
- ルパン三世VS名探偵コナン（江戸川コナン）

2023年
- BLEACH 千年血戦篇（有沢たつき、四楓院夜一）

### 劇場アニメ
1986年
- ロボテック・ザ・ムービー（ステイシー・エンブリー）

1987年
- ウインダリア（イズー）

1989年
- ドラゴンボール 摩訶不思議大冒険（ブルマ）

1992年
- サイレンメビウス（闇雲那魅）

1994年
- 王立宇宙軍 オネアミスの翼（記録映画ナレーション）
- ダーティペア（ユリ）

1995年
- SPACE ADVENTURE コブラ（ドミニク）
- 獣兵衛忍風帖（陽炎）
- はだしのゲン（中岡進次、中岡英子、近藤隆太）

1996年
- 11人いる!（フロル）
- 魔女の宅急便（先輩魔女）

1997年
- アミテージ・ザ・サード DUAL-MATRIX
- Armageddon（マリー・キム）

1998年
- 天地無用!真夏のイヴ（真備清音）
- 幽☆遊☆白書
- Red Hawk（ヨンギョン）

1999年
- 天地無用! in Love 2 - 遙かなる想い（真備清音）
- パーフェクトブルー（ルミ）
- VAMPIRE HUNTER D（シャーロット）
- BLACKJACK（リサ・シーゲル）

2000年
- Digimon: The Movie  （ココモン、少女1）

2001年
- AKIRA（ケイ）※DVD版

2002年
- アミテージ・ザ・サード POLY-MATRIXDUAL-MATRIX（レポーター）
- カウボーイビバップ 天国の扉（フェイ・バレンタイン）

2003年
- カードキャプターさくら 封印されたカード（ケロちゃん、大道寺園美）
- サクラ大戦 活動写真（真宮寺さくら）

2004年
- エクスドライバー the Movie（ケリー）
- 機動戦士ガンダムF91（ベルトー・ロドリゲス）
- Nina&Rei Danger Zone（AIの声）

2005年
- ママレード・ボーイ（ガストマンベータ）

2006年
- 機動警察パトレイバー the Movie※バンダイビジュアルUSA版
- 機動警察パトレイバー 2 the Movie（進士多美子）※バンダイビジュアルUSA版

2008年
- 劇場版BLEACH MEMORIES OF NOBODY（紬屋雨）

2009年
- 劇場版BLEACH The DiamondDust Rebellion もう一つの氷輪丸（四楓院夜一）

2010年
- 涼宮ハルヒの消失（涼宮ハルヒ）

2012年
- バイオハザード ダムネーション（スベトラーナ・ベリコバ）

2013年
- 雪の女王
- 青の祓魔師 ―劇場版―（霧隠シュラ）

2016年
- サイボーグ009VSデビルマン（リリス）

2020年
- 名探偵コナン から紅の恋歌（江戸川コナン）

2021年
- STAND BY ME ドラえもん 2（しずかのママ）
- 名探偵コナン 純黒の悪夢（江戸川コナン）
- ルパン三世VS名探偵コナン THE MOVIE（江戸川コナン）

2022年
- 名探偵コナン 業火の向日葵（江戸川コナン）
- 名探偵コナン 紺青の拳（江戸川コナン）

### OVA
1991年
- 赤い光弾ジリオン 歌姫夜曲

1993年
- ダーティペアの大勝負 ノーランディアの謎（ユリ）
- 帝都物語（辰宮雪子）

1994年
- ダーティペア 謀略の005便（ユリ）
- モルダイバー（ニュースキャスター）

1995年
- アミテージ・ザ・サード（ジュリア）
- クライング フリーマン（ニーナ・ヘブン）※ストリームライン版
- 超時空世紀オーガス02（ナレーター、トリア）
- バビル2世（ユカ）
- 幽幻怪社（如月妖華）

1996年
- 魔法少女プリティサミー（清音）

1997年
- 3×3 EYES 〜聖魔伝説〜（ドン）
- ブラック・ジャック（藤波里枝）

1998年
- 神秘の世界エルハザード2
- BASTARD!! -暗黒の破壊神-（ティア・ノート・ヨーコ）
- バトルアスリーテス大運動会（ニュースキャスター）

1999年
- 機動戦士ガンダム0080 ポケットの中の戦争（クリスチーナ・マッケンジー）
- またまたセイバーマリオネットJ（ルクス）
- ワイルド7（志乃ベヱ）

2000年
- 太陽の船 ソルビアンカ（エイプリル）
- 超獣伝説ゲシュタルト（王理、ナレーター）
- ふしぎ遊戯（本郷唯）
- ふしぎ遊戯2（本郷唯）

2002年
- イース（サラ）
- ふしぎ遊戯: 永光伝（本郷唯）

2003年
- イース 天空の神殿〜アドル・クリスティンの冒険〜（マリア）
- 鉄の処女 JUN（明日香じゅん）
- ラブひな Again（カオラ・スゥ）

2004年
- キカイダー01 THE ANIMATION（マリ/ビジンダー）
- ここはグリーン・ウッド（手塚渚）※メディアブラスター版
- サクラ大戦 神崎すみれ 引退記念 す・み・れ（真宮寺さくら）
- 八雲立つ（戸田千夏）

2005年
- アクエリアンエイジSagaII〜Don't forget me…〜（夜羽子・アシュレイ）
- コゼットの肖像（真滝八海）
- 戦え!!イクサー1（イクサー1）

2006年
- Arthur's Missing Pal（プルネラ）
- 鴉 -KARAS-（メリー）
- 天地無用! 魎皇鬼 第三期（真備清音）
- 天地無用! 魎皇鬼 第三期プラス1（真備清音）
- ファイナルファンタジーVII アドベントチルドレン

2015年
- 機動戦士ガンダム THE ORIGIN（キシリア・ザビ）

### Webアニメ
2009年
- スーパーマン: レッド・サン（ダイアナ / ワンダーウーマン、ヒッポリタ、ララ・エル、ラナ・ラザレンコ）

2011年
- 涼宮ハルヒちゃんの憂鬱（涼宮ハルヒ）
- にょろーん ちゅるやさん（涼宮ハルヒ）

2015年
- 美少女戦士セーラームーンCrystal（ネオ・クイーン・セレニティ）

### ゲーム
1997年
- 攻殻機動隊 GHOST IN THE SHELL（オペレーター）

1998年
- ブレイヴフェンサー 武蔵伝（ワンダ）

2000年
- バウンサー（リアン・コールドウェル、PD-4）
- VAMPIRE HUNTER D（シャーロット=エルバーン）

2003年
- 真・三國無双3（大喬、小喬）
- 真・三國無双3 猛将伝（大喬、小喬）
- ゼノサーガ エピソードI［力への意志］（マリー）
- .hack（ブラックローズ）

2004年
- エースコンバット5 ジ・アンサング・ウォー（ナスターシャ・ヴァシーリエヴナ・オベルタス）
- 真・三國無双3 Empires（大喬、小喬）
- スターオーシャン Till the End of Time（ネル・ゼルファー）
- 戦国無双（お市）
- FRONT MISSION4（イネス・トーレス）

2005年
- イリスのアトリエ エターナルマナ（リイタ・ブランシモン）
- 幻想水滸伝IV（ジュエル）
- 真・三國無双4（大喬、小喬）
- 超執刀 カドゥケウス（利根川アンジュ）
- ビートダウン（ローラ）
- Rhapsodia（セネカ）

2006年
- グランディアIII（欅）
- 真・三國無双4 猛将伝（大喬、小喬）
- 真・三國無双4 Empires（大喬、小喬）
- ゼノサーガ エピソードIII［ツァラトゥストラはかく語りき］（ニグレド）
- 戦国無双2（お市、稲姫）
- テイルズ オブ ジ アビス（ネフリー・オズボーン）
- テイルズ オブ レジェンディア（ハリエット・キャンベル）
- .hack//G.U.（欅）
- 魔界戦記ディスガイア2（ロザリンド）
- ランブルローズ ダブルエックス（アナスタシア（ドクター・アナスタシア））
- ワイルドアームズ ザ フォースデトネイター（ラクウェル・アップルゲイト）

2007年
- エースコンバット6 解放への戦火（ルドミラ・トルスタヤ、メリッサ・ハーマン）
- イリスのアトリエ グランファンタズム（ユラ・エルエス）
- ブレイブ・ストーリー 新たなる旅人（タツヤ）
- 無双OROCHI（星彩、大喬）
- ローグギャラクシー（マザー、フレイディアス）
- ワイルドアームズ ザ フィフスヴァンガード（レベッカ・ストライサンド）

2008年
- 真・三國無双5（甄姫）
- 無双OROCHI 魔王再臨（星彩、大喬）
- ペルソナ4（上原小夜子、伏見千尋）

2010年
- サクラ大戦V 〜さらば愛しき人よ〜（真宮寺さくら）

2011年
- 真・三國無双6（甄姫、大喬、星彩）
- ファイナルファンタジーXIII-2

2012年
- NINJA GAIDEN 3（サンジ）
- ペルソナ4 ジ・アルティメット イン マヨナカアリーナ（山岸風花）

2013年
- ファイアーエムブレム 覚醒
- 真・三國無双7（甄姫、大喬、星彩）
- 逆転裁判5（希月心音）

2014年
- スーパーダンガンロンパ2 さよなら絶望学園（終里赤音、花村 母）
- ペルソナQ シャドウ オブ ザ ラビリンス（山岸風花）

2017年
- .hack//G.U. Last Recode
- ニューダンガンロンパV3 みんなのコロシアイ新学期（入間美兎）
- ぷよぷよテトリス (ドラコケンタウロス, アコール先生, ジェイ＆エル)

2019年
- デビルメイクライ5（トリッシュ）

### 特撮
1993年
- パワーレンジャー（スコルピーナの声）※ウェンディー・スワン名義

1994年
- パワーレンジャー（クワッチビートルの声）

1995年
- ヴァーチャル戦士トゥルーパーズ（エイミー※顔出し/レッド・パイソンの声、ナイトタイムの声、リズボットの声）
- パワーレンジャー（エルフ2の声）※ノンクレジット
- マスクド・ライダー（マグノの声、ニュースキャスターの声、レポーターの声）

1996年
- マイティ・モーフィン・エイリアンレンジャー（ウィッチブレイドの声）※ノンクレジット
  - パワーレンジャー・ジオ（インパーソネーターの声、合体モンスターの声）※ノンクレジット

1998年
- パワーレンジャー・イン・スペース（アルファ6の声〈2代目〉）

1999年
- パワーレンジャー・ロスト・ギャラクシー（アルファ6の声）

2001年
- パワーレンジャー・タイムフォース（レッドアイの声、幻レッドアイの声）

### 吹き替え
1999年
- ツイン・ドラゴン
- 魔界転生（おひろ〈森山祐子〉）

2001年
- 黒の天使 vol.1（コンパニオン）
- ゼイラム2（イリア〈森山祐子〉）
- 魔界転生 THE ARMAGEDDON 魔道変（おひろ〈森山祐子〉）

2002年
- Zero WOMAN 警視庁0課の女

2006年
- ALIVE（三枝百合華〈りょう〉）

### 映画
1997年
- オースティン・パワーズ（フェムボットの声）

### その他
2008年
- アドベンチャーズ・イン・ボイス・アクティング（本人出演）

## 参加作品

### テレビアニメ（スタッフ）
1997年
- 愛と勇気のピッグガール とんでぶーりん（音声演出、台本）

1999年
- 星方武侠アウトロースター（音声演出）
- デジモンアドベンチャー（音声演出）

2000年
- ダイノゾーズ（ADRディレクター）

2002年
- 鉄コミュニケイション（ADRディレクター、ADR台本）
- マシュランボー（台本）
- ラブひな（ADRディレクター、ADR台本）

2003年
- 臣士魔法劇場 リスキー☆セフティ（音声演出、台本）
- 陸上防衛隊まおちゃん（ADRディレクター）
- ラブひなクリスマスSPECIAL! 〜サイレント・イブ〜（ADRディレクター、ADR台本）
- ラブひな春スペシャル 〜キミサクラチルナカレ!!〜（ADRディレクター、ADR台本）
- ワイルドアームズ トワイライトヴェノム（ADRディレクター、台本）

2004年
- 宇宙のステルヴィア（ADRディレクター、ADR台本）

2005年
- AVENGER（音声演出）
- グレネーダー 〜ほほえみの閃士〜
- デュエル・マスターズ（音声演出、台本、ストーリーエディター）

2006年
- ハローキティのスタンプヴィレッジ（音声演出、ADR台本）
- BLEACH（音声演出）

2007年
- 流星のロックマン（ADRディレクター）

2011年
- ローゼンメイデン オーベルテューレ（ADRディレクター、ADR台本）

2014年
- ドラえもん（2005年版）（アディショナル・ボイスディレクター）

2015年
- ドラえもん（2005年版）（音声演出）

### 劇場アニメ（スタッフ）
2003年
- サクラ大戦 活動写真（ADR台本）

2006年
- 機動警察パトレイバー the Movie（音声演出）※バンダイビジュアルUSA版
- 機動警察パトレイバー 2 the Movie（ダイアログ・ディレクター、台本）※バンダイビジュアルUSA版

2008年
- 劇場版BLEACH MEMORIES OF NOBODY（ADRディレクター）

2009年
- 劇場版BLEACH The DiamondDust Rebellion もう一つの氷輪丸（ADRディレクター）

2015年
- ジョバンニの島（音声演出、台本脚色）

2016年
- GAMBA ガンバと仲間たち（音声演出、ADR台本）※グラインドストーン・エンターテインメント・グループ版

### OVA（スタッフ）
2003年
- ラブひな Again（ADRディレクター、台本）

2004年
- I'll/CKBC（ADRディレクター）
- 八雲立つ（音声演出、台本）

2005年
- コゼットの肖像（ADRディレクター、ADR台本）

2006年
- 鴉 -KARAS-（ADR台本）

### Webアニメ（スタッフ）
2014年
- スシニンジャ（ADR台本）

### ゲーム（スタッフ）
2006年
- ゼノサーガ エピソードIII［ツァラトゥストラはかく語りき］（ADRディレクター）
- テイルズ オブ レジェンディア（音声演出）
- ワイルドアームズ ザ フォースデトネイター（ADRディレクター）

2007年
- ローグギャラクシー（音声演出）

### 特撮（スタッフ）
1995年
- ヴァーチャル戦士トゥルーパーズ（ADRディレクター）※シーズン2のみ